# Sherlock Junior
Sherlock Junior (titlu original: Sherlock Jr.) este un film american mut de comedie  din 1924 regizat de Buster Keaton. Scenariul este scris de Clyde Bruckman, Jean Havez și Joseph A. Mitchell. Rolurile principale au fost interpretate de actorii Buster Keaton, Kathryn McGuire și Joe Keaton.
În 1991, Sherlock Jr. a fost selectat în Registrul Național de Film al Statelor Unite ca fiind "semnificativ din punct de vedere cultural, istoric și estetic". De asemenea, în 2000, a fost clasat pe locul 62 în topul celor mai amuzante 100 de filme ale tuturor timpurilor realizat de Institutul American de Film (AFI's 100 Years... 100 Laughs).

## Prezentare
Filmul prezintă povestea unui băiat sărac (Buster Keaton) care lucrează într-un cinematograf și este îndrăgostit de o fată (Kathryn McGuire).

## Distribuție
- Buster Keaton - Proiecționist / Sherlock Junior - Acesta este un tânăr sărac, un proiecționist într-un cinematograf care vrea să se căsătorească cu fata. El dorește să ajungă un detectiv și când adoarme visează că este Sherlock Junior, cel mai mare detectiv din lume.
- Kathryn McGuire - Fata  - Ea este fiica unui om destul de bogat, de Fată proiecționistul este îndrăgostit. În visele acestuia, ea trebuie să fie salvată de Sherlock Junior.
- Joe Keaton - Tatăl fetei  -  Un om care este ceva mai bogat decât majoritatea celorlalți. El nu vrea ca fiica să se căsătorească cu un hoț. În vis, el este un om foarte bogat.
- Erwin Connelly - Omul angajat / Majordomul   - Un bărbat în slujba tatălui fetei. În vis, el este un complice la furtul colierului.
- Ward Crane -  Șeicul local / Răufăcătorul - o canalie săracă care a pus ochii pe fată. El fură ceasul de buzunar în realitate, iar în vis este personajul negativ care fură colierul.
- Ford West - Directorul cinematografului / Gillette, Asistentul lui Sherlock  - șeful proiecționistului în lumea reală. În vis, el este asistentul acestuia.

## Producție
Filmările au început în ianuarie 1924 în Los Angeles.

## Primire
A avut încasări de 448.337 $.